# Lactobacillus intestinalis
Lactobacillus intestinalis è una specie di batterio appartenente alla famiglia delle Lactobacillaceae.